# Dexíleo
Dexíleo (en griego: Δεξίλεως; c. 414 a. C.- 394 a. C.), fue un antiguo noble ateniense, hijo de Lisanias del demo de Tórico. Nació cuando el arconte de Atenas era Teisandro. Pertenecía a la clase de los hippeis, y cayó en combate a la edad de apenas veinte años, junto a otros cuatro jinetes y el filarco Antifanes, en el año 394 a. C. en Corinto, cuando era arconte de Atenas Eubúlides. En esa batalla, los atenienses fueron derrotados por los espartanos.
Las cenizas de Dexileo, así como las de los otros cuatro jinetes, fueron trasladadas a Atenas y depositadas en el Demosio Sema (el cementerio público). El relieve que fue hallado en el Cerámico fue erigido posteriormente por los familiares de Dexíleo (se data hacia el 390 a. C.), cuando construyeron su recinto funerario familiar, donde fue encontrado dicho relieve. Es también conocido el poema homónimo compuesto por Kostís Palamás, con los siguientes versos:

Y desde el primer mármol, desde la primera tumba,

oigo una voz que se derrama, una voz que dice:

– A mí me llaman Dexileo. Yo soy el niño amado de Atenas,

el joven imberbe y valeroso.

Me criaron los truenos de los cantos de Tirteo,

y los sueños de Esquilo perturbaron mi descanso.
Afuera, en el camino, en el trabajo, en el aire de los campos,

el sol endureció mi cuerpo y lo abrió como flor,

y el Gimnasio, ese dios que ayuda a los jóvenes,

lo forjó armónico, firme, esbelto y hermoso.

Y yo, montado, alado, primero entre los primeros,

acompañé la nave sagrada de Atenea,

y decía: "Dame, diosa, un gran corazón en el pecho,

alas en los pies, fuerza en los brazos,

para ir, luchar y brillar como vencedor

en el salto, en la lucha, en la carrera, en la piedra,

porque no hay mayor honor para un joven

que un corazón de hierro en un cuerpo alado."
Y yo soñé también con el encanto del amor,

y en mesas alegres, coronado de rosas,

canté los versos de Anacreonte, y ante mí

danzarinas vibrantes con liras y flautas

me arrullaron dulcemente en el calor de sus abrazos.
Y yo soñé también con la sed de la gloria,

quise ser un gobernante, un estratega,

un poeta que en el teatro hechizara a las multitudes,

y un día hacerme escuchar con voz de trueno en la Pnyx,

rayo contra los malos, y con los filósofos,

allí donde fluye dulce el Ilisio, y se extiende

la sombra fresca del plátano, esclarecer

las tinieblas del alma y los misterios del mundo.
Pero un dios benévolo, que nunca apartó

sus ojos de mí, que siempre me protegió,

me destinó a una gloria más grande aún:

¡Ser digno de luchar por la patria!
Y ¡he aquí! La trompeta suena su llamado de guerra,

y Atenas, con sus sueños platónicos, Atenas,

despierta veloz, se vuelve valerosa como su Atenea,

doncella serena y a la vez fiera protectora.
¡Esparta, la indómita, nos amenaza, Esparta!

Recordé mi juramento y armado corrí

sobre un caballo tesalio, como una ola,

que ama la guerra, escarba, relincha, no se detiene.
En mi impaciente mano se agita la lanza,

creo que mi corazón late con el bramido de Codro,

creo que mi estatura es como la de Ayax,

creo que un dios me guía el camino y nadie,

¡sí!, nadie puede detener mi ímpetu.
En el campo de Corinto nos enfrentamos al enemigo,

un espartano quemado por el sol, rudo e imparable,

como un vendaval se lanza sobre mí,

un espartano gigantesco.
Mis veinte años arden y hierven.

—"Tú eres hombre de Esparta; yo, hijo de Atenas.

¡Ayúdenme, sombras paternas de los héroes de Maratón!"
Con mi izquierda sujeto firme las riendas,

lanzo el caballo como una llama, vuelo, me inclino, lanzo

mi larga lanza, lo golpeo en el pecho.
Cae a los pies de mi caballo y rueda,

cae y allí donde lo piso lo admiro en secreto,

sin perder el ímpetu, sin soltar palabra,

cae, desaparece, se apaga y aún infunde temor.
A mí me llaman Dexileo, soy hijo de Atenas,

luché y vencí por mi patria.
Poco después la muerte llega y sin piedad

me arrebata de esta tierra y me lleva a otro mundo.
No me arrojó al Tártaro, ni me dejó en el Hades,

sino que me resucitó para siempre,

en los mármoles del Elíseo, en el Elíseo del Arte.
El mundo pasa, la tierra cambia, pueblos y civilizaciones

surgen y mueren como hojas de otoño.
Y yo aquí, inmóvil e imperecedero, me alzo

y tengo al enemigo de la patria a mis pies.
¡Oh gloria, oh victoria de la vida, felicidad inaudita,

en los mármoles del Elíseo, en el Elíseo del Arte!